# Nikolay Dimitrov
Nikolay Dimitrov est un ancien footballeur bulgare né le 15 octobre 1987 à Roussé.

## Biographie

### Carrière en club
Nikolay Dimitrov commence sa carrière en junior au PFK Levski Sofia et dispute son premier match en Champion de Bulgarie lors de la saison 2004-2005. Pour son premier match il rentre en cours de jeu lors d'une opposition contre le PFK Slavia Sofia.
Après avoir résilié son contrat avec l'Oural Iekaterinbourg, Dimitrov décide de prendre sa retraite sportive durant le mois de juin 2020.

## Palmarès
Levski Sofia
| - Championnat de Bulgarie (3) : - Champion : 2005-06, 2006-07 et 2008-09. - Coupe de Bulgarie (1) : - Vainqueur : 2006-07. |  | - Supercoupe de Bulgarie (3) : - Vainqueur : 2005, 2007 et 2009. |